# 义安镇 (涞水县)
义安镇，是中华人民共和国河北省保定市涞水县下辖的一个乡镇级行政单位。

## 行政区划
义安镇下辖以下地区：
北义安村、南义安村、下庄村、聂村、栗村、辛街村、南庄村、温辛庄村、义合庄村、刘皇甫村、东皇甫村、寺皇甫村、李皇甫村、曹皇甫村、王皇甫村、庄町村、西义安村、史姑庄村、北白堡村、南白堡村、北高洛村、南高洛村、南郑各庄村和北郑各庄村。